# Martinho da Vila
Martinho José Ferreira, ou Martinho da Vila, né le 12 février 1938 à Duas Barras, est un chanteur et compositeur brésilien de samba.
Il est affilié à l'école de samba Vila Isabel d'où est issu son surnom et, depuis 2005, il est membre du Parti communiste du Brésil (PCdoB).

## Discographie
- O samba está de volta (1969) RCA Victor LP
- Martinho da Vila (1969) RCA Victor 45 tours
- Martinho da Vila (1969) RCA Victor LP
- Meu Laiá -raiá (1970) RCA Victor LP
- Martinho da Vila (1971) RCA 45 tours
- Memórias de um sargento de milícias (1971) RCA Victor LP
- Batuque na cozinha (1972) RCA Victor LP
- A voz do samba (1973) Selo Musicolor LP
- Origens (Pelo telefone[2]) (1973) RCA Victor LP
- Canta canta, minha gente (1974) RCA Victor LP
- Martinho da Vila (1974) RCA Victor LP
- Maravilha de cenário (1975) RCA Victor LP
- Rosa do povo (1976) RCA Victor LP
- La Voglia La Pazzia/L' Incoxienza/L' Allegria (1976) RCA Victor LP
- Presente (1977) RCA Victor LP
- Tendinha (1978) RCA Victor LP
- Martinho da Vila (1978) RCA 33/10 pol.
- Terreiro, sala e salão (1979) RCA Victor LP
- Portuñol Latinoamericano (1980) RCA Victor LP
- Samba enredo (1980) RCA Victor LP
- Sentimentos (1981) RCA Victor LP
- Verso e reverso (1982) RCA Victor LP
- Novas palavras (1983) RCA Victor LP
- Martinho da Vila Isabel (1984) RCA Victor LP
- Partido alto nota 10 (1984) CID LP
- Criações e recriações (1985) RCA Victor LP
- Batuqueiro (1986) RCA Victor LP
- Coração malandro (1987) RCA Victor/ Ariola LP
- Festa da raça (1988) CBS LP
- O canto das lavadeiras (1989) CBS LP
- Martinho da Vida (1990) CBS LP
- Vai meu samba, vai (1991) Columbia/Sony Music LP
- No templo da criação (1992) Sony Music CD
- Martinho da Vila (1992) Sony Music/Columbia CD
- Escola de samba enredo Vila Isabel (1993) Sony Music CD
- Ao Rio de Janeiro (1994) Columbia CD
- Tá delícia, tá gostoso (1995) Sony Music CD
- Vinte anos de samba (1997) BMG CD
- Coisas de Deus (1997) Sony Music CD
- 3.0 turbinado ao vivo (1999) Sony Music CD
- O pai da alegria (1999) Sony Music CD
- Lusofonia (2000) Sony Music CD
- Martinho da Vila, da roça e da cidade (2001) Sony Music CD
- Martinho definitivo (2002) Sony CD
- Clássicos do samba (2002) Eldorado/Sony Music CD
- Jorge Aragão ao vivo convida (2002) Indie Records CD
- Voz e coração (2002) Sony Music CD
- Martinho da Vila conexões (2003) MZA CD
- Conexões ao vivo (2004) MZA CD/DVD
- Brasilatinidade (2005) EMI/MZA CD/DVD
- Brasilatinidade ao vivo (2005) EMI/MZA CD/DVD
- Martinho José Ferreira - ao vivo na Suíça - O melhor do festival 1988 - 2000 - 2006 (2006) MZA/Universal Music DVD
- Martinho da Vila do Brasil e do Mundo (2007) MZA / UNIVERSAL - CD

## Œuvres
- Vamos Brincar de política? (Editora Global, 1986) - enfants et jeunesse
- Kizombas, andanças e festanças (Léo Christiano Editorial, 1992 - Editora Record, 1998) - Autobiografique
- Joana e Joanes, um romance fluminense (ZFM Editora, 1999) - Romance (Republié en Portugal pour Eurobrap, col titolosous le titre Romance fluminense")
- Ópera Negra - (Editora Global, 2001) - Fiction
- Memórias póstumas de Teresa de Jesus (Editora Ciência Moderna, 2002) - Romance
- Os Lusófonos (Editora Ciência Moderna, 2006) - Romance
- Vermelho 17 (ZFM Editora, 2007) - Romance
- A Rosa Vermelha e o Cravo Branco (Lazuli Editora, 2008) - Enfants
- A serra do rola-moça (ZFM Editora, 2009) - Romance
- A rainha da bateria (Lazuli Editora, 2009) - Enfrants
- Fantasias, Crenças e Crendices (Ciência Moderna Editora, 2011) - Litterature de Musique

## Autres images

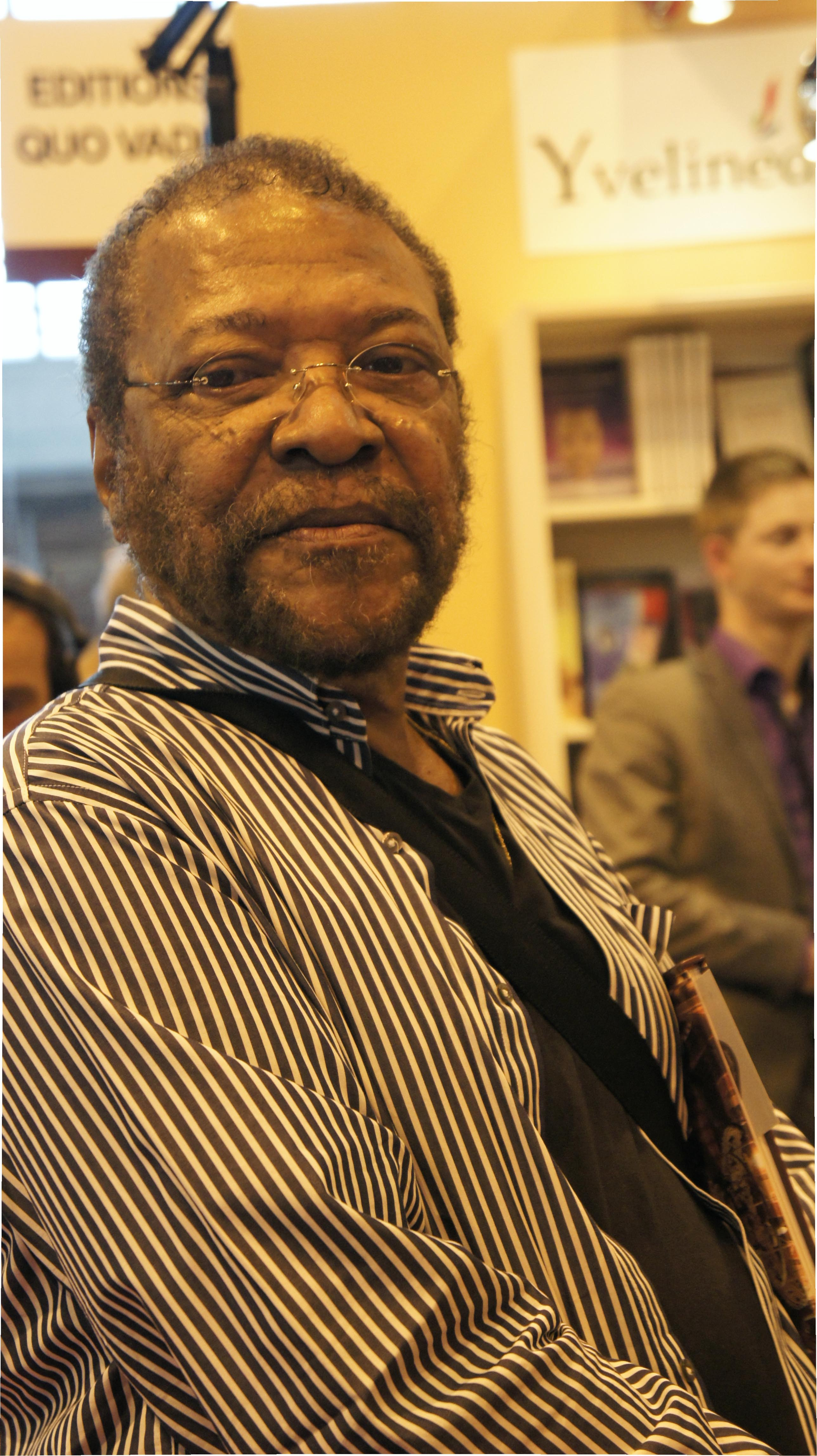
Martinho da Vila au salon du livre de Paris en 2012.
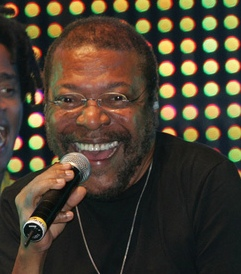
Martinho da Vila